# Малиновка (Темниковський район)
Шумі́ловка (рос. Малиновка, ерз. Малиновка) — селище у складі Темниковського району Мордовії, Росія. Входить до складу Бабеєвського сільського поселення.
Населення — 1 особа (2010; 5 2002).
Національний склад (станом на 2002 рік):
- росіяни — 80 %